# ماري آن أوغستين
ماري آن أوغستين (بالإنجليزية: Mary Ann Augustin)‏ هي عالمة أسترالية، ولدت في 16 أبريل 1954.